# Radošovice u Strakonic

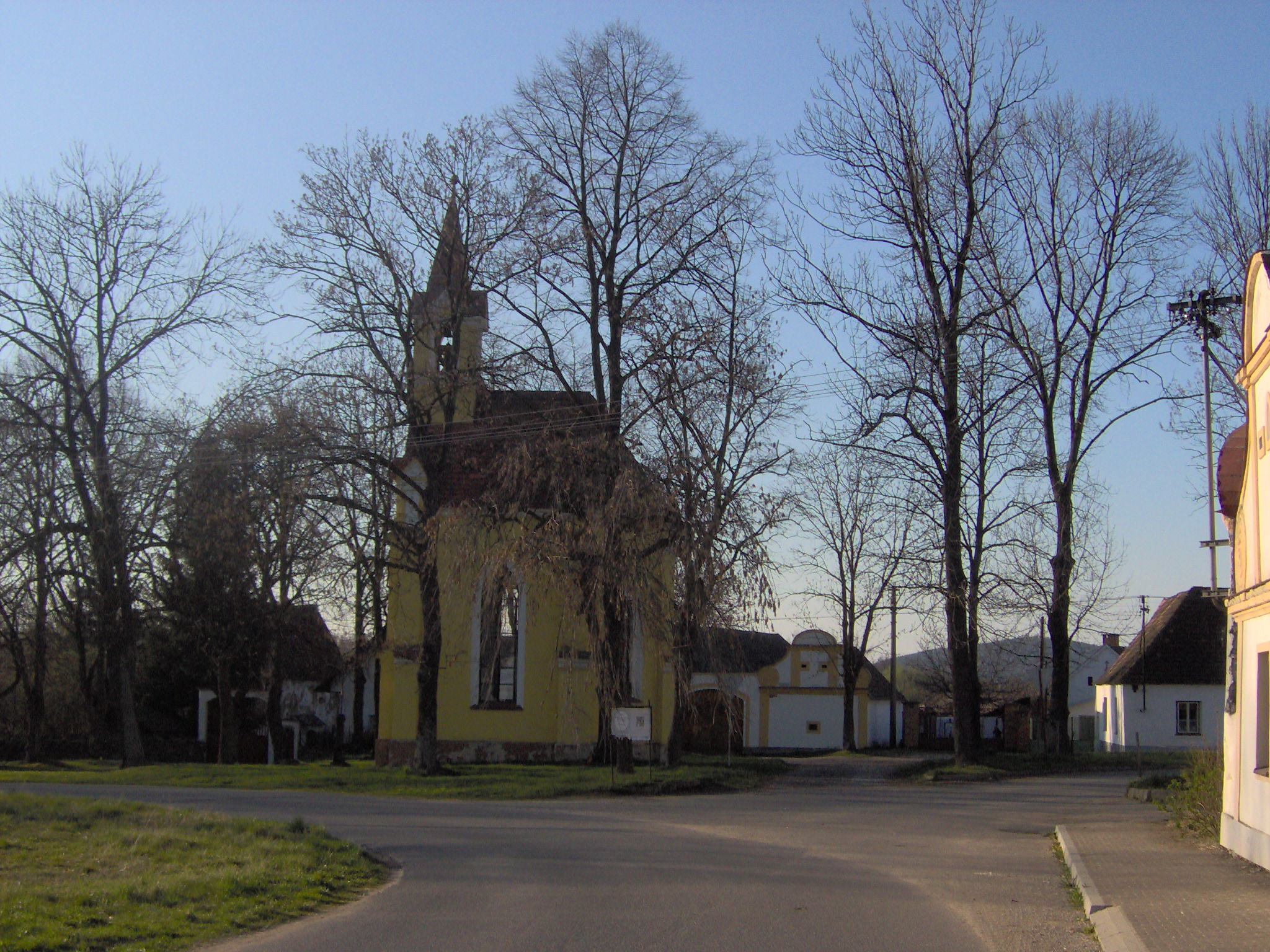
Kapelle der Jungfrau Maria in Radošovice

Radošovice [ˈradɔʃɔvɪt͡sɛ], bis 1924 Radšovice, (deutsch Ratschowitz) ist eine Gemeinde in Tschechien. Sie liegt drei Kilometer südlich von Strakonice in Südböhmen und gehört zum Okres Strakonice.

## Geographie

### Geographische Lage
Radošovice befindet sich am rechten Ufer der Volyňka. Nordöstlich erhebt sich die Velká Kakada (564 m), im Süden die Pahorky (482 m) und Vlčíny (524 m), südwestlich die Hradiště (604 m) und der Kbíl (664 m), im Westen die Kamenná bába (557 m) sowie nordwestlich der V Holí (435 m). Am östlichen Ortsrand verläuft die Bahnstrecke Strakonice–Volary, dahinter umfährt die Staatsstraße I/4 zwischen Strakonice und Volyně den Ort in weitem Bogen.

### Gemeindegliederung
Die Gemeinde Radošovice besteht aus den Ortsteilen Jedraž (Jedrasch), Kapsova Lhota (Kapsowa Lhota), Milíkovice (Millikowitz), Radošovice (Ratschowitz) und Svaryšov (Swarischau).

### Nachbargemeinden
Nachbarorte sind Mutěnice und Strakonice im Norden, Přední Ptákovice, Podsrp und Modlešovice im Nordosten, Nebřehovice, Zadní Ptákovice und Kapsova Lhota im Osten, Miloňovice, Nová Ves und Svaryšov im Südosten, Hoštice und Přední Zborovice im Süden, Libětice und Švejcarova Lhota im Südwesten, Sousedovice, Lhota u Svaté Anny, Drachkov und V Holí im Westen sowie Pracejovice im Nordwesten.

## Geschichte
Es wird angenommen, dass das Dorf zwischen dem 10. und 12. Jahrhundert durch slawische Siedler angelegt wurde. In diese Zeit datieren auch spätburgwallzeitliche Keramikfunde, die im Garten des Gehöftes Nr. 9 im Ortszentrum gefunden wurde. Das von Resten einer Wallanlage umgebene ummauerte Gehöft mit spätgotischem Speicher und erhabenem Garten mit elliptischem Grundriss war Standort einer erloschenen Feste.
Die erste schriftliche Erwähnung von Radoschewitze erfolgte im Jahre 1243 als Bavor I. von Strakonitz und seine Frau Dobislawa das Dorf zusammen mit weiteren Gütern dem von ihnen bei der Kirche des hl. Prokop in Strakonitz eingerichteten förmlichen Konvent des Malteserordens schenkten. 1251 wurde Schenkung bestätigt.
Im Jahre 1840 bestand das an der Passauer Straße gelegene Dorf Ratschowitz/Račowice aus 39 Häusern mit 266 Einwohnern. Im Dorf gab es vier Rustikalmühlen. Pfarrort war Strakonitz. Bis zur Mitte des 19. Jahrhunderts blieb das Dorf immer nach Strakonitz untertänig.
Nach der Aufhebung der Patrimonialherrschaften bildete Radšovice/Ratschowitz ab 1850 mit den Ortsteilen Mutěnice und Přední Zborovice eine Gemeinde in der Bezirkshauptmannschaft und dem Gerichtsbezirk Strakonice. Im Jahre 1887 lösten sich Mutěnice und Přední Zborovice von Radšovice los und bildete eigene Gemeinden. Der Ortsname wurde 1924 in Radošovice geändert. 1964 erfolgte die Eingemeindung von Kapsova Lhota. Mit Beginn des Jahres 1974 wurde Svaryšov (mit Jedraž und Milíkovice) eingemeindet und Přední Zborovice von Strunkovice nad Volyňkou umgemeindet. Nach einem Referendum wurde Přední Zborovice am 24. November 1990 wieder eigenständig.

## Kultur und Sehenswürdigkeiten
- Neogotische Kapelle der Jungfrau Maria in Radošovice, erbaut 1887
- denkmalgeschützter Bildstock auf dem Dorfplatz, errichtet 1797
- Fünf denkmalgeschützte Gehöfte im Bauernbarockstil aus dem 19. Jahrhundert in Radošovice
- Kapelle der hl. Ludmila in Kapsova Lhota, erbaut im 1925
- Kapelle in Milíkovice
- Giebelhof Nr. 9 in Milíkovice, erbaut Mitte des 19. Jahrhunderts im Bauernbarockstil
- Kapelle des hl. Florian in Svaryšov, geweiht 1885
- Giebelhof Nr. 11 in Svaryšov, erbaut 1861 im Bauernbarockstil
- Wegekapelle des hl. Martin an der Straße von Svaryšov nach Kapsova Lhota
- Radošovické skály, Felsen südlich von Radošovice an einer Flussschleife der Volyňka, die Wand Sluneční stěna dient als Klettergebiet